# Rega Planar 3
El Rega Planar 3, junto con sus sucesores, el P3 y el RP3, es un conocido tocadiscos audiófilo de bajo presupuesto fabricado por la empresa británica de alta fidelidad Rega Research, disponible desde 1977. Es un tocadiscos de tracción por correa que rompió con las convenciones al emplear un zócalo sólido en lugar del chasis suspendido de forma compliante o subchasis utilizado en muchos tocadiscos de calidad desde principios de los años 60.
El producto ha pasado por varias versiones y cambios de nombre, a menudo referidos simplemente como «Rega 3». Es altamente influyente, y ha hecho que el nombre de su pequeño fabricante británico sea sinónimo de tocadiscos de alta fidelidad, otorgándole el mayor reconocimiento de marca en este sector de productos en Estados Unidos. Su relativa simplicidad y asequibilidad hicieron del Rega 3 una «base del reproducción analógica durante más de 30 años».
En 2016, Rega lanzó su quinta generación de tocadiscos Rega 3, retomando su nombre original, Planar 3. Con un rediseño significativo, el Planar 3 de 2016 cuenta con casi todas las piezas nuevas, pero aún comparte su ingeniería básica con sus predecesores.

## Historia

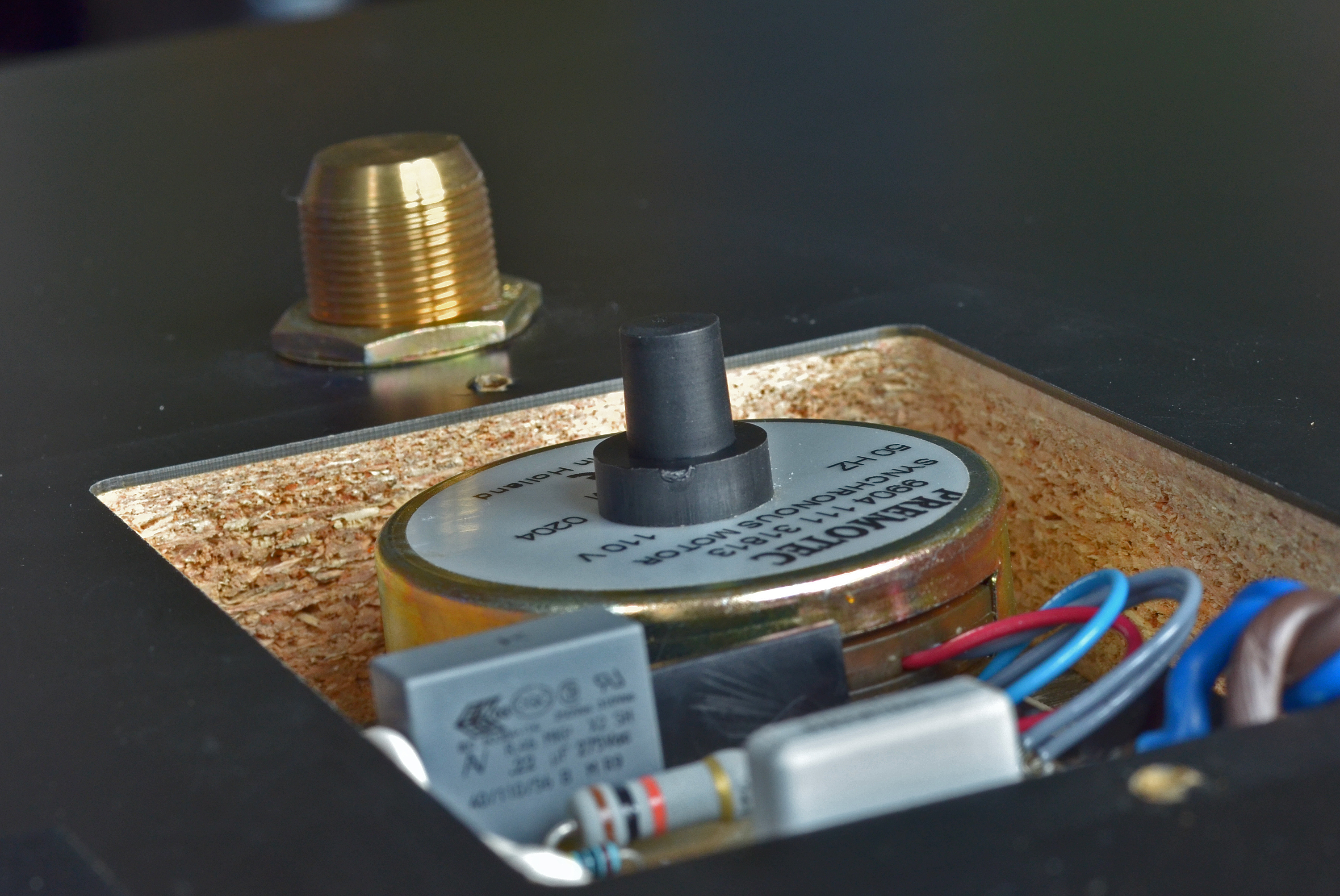
Motor y cojinete de un Planar 3 visto desde la parte inferior

El tocadiscos ha pasado por cinco versiones principales: Planar 3 (1977–2000) (2016-), P3 (2000–2007), P3-24 (2007–2012), RP3 (2012–2016) y Planar 3 (P3) (2016-2023 y en curso) – este último complementado por el modelo P3 50 Aniversario de 2023. El primer tocadiscos de Rega, el Planet, fue lanzado en 1975. Esto fue seguido por el lanzamiento en junio de 1977 del Planar 3. El Planar 3 se estableció como un «umbral» o nivel de entrada para tocadiscos de alta calidad. Se volvió enormemente popular y es uno de los tocadiscos más conocidos jamás producidos. Un Planar 3 podría ser el centro del sistema de muchos audiófilos como un «tocadiscos serio» hasta que pudieran permitirse el codiciado Linn Sondek LP12. Se convirtió en una referencia de simplicidad y valor, confirmando al Reino Unido como un actor importante en la industria de alta fidelidad especializada.

### Diseño
Rega fue en contra de la sabiduría convencional de la época, prefiriendo hacer sus tocadiscos ligeros y rígidos como medio para controlar resonancias no deseadas. Su creencia era que la masa absorbe energía y resulta en música perdida. En otros sentidos, los tocadiscos son deliberadamente minimalistas y no requieren ni justifican ajustes por parte de los usuarios, salvo el ajuste del ángulo de seguimiento vertical (VTA) de la cápsula. Es un diseño de tracción por correa que incorpora un «subplato» de accionamiento montado en un cojinete lubricado con aceite de alta calidad, que está fijado directamente a un zócalo de Medite (MDF) soportado por tres pies de goma simples. Un plato de vidrio pesado se coloca encima del subplato, que es accionado por un motor síncrono de 24V aislado mecánicamente a través de una correa de goma. Un tapete de 2 mm de grosor se coloca sobre el plato de vidrio. El tocadiscos no tiene suspensión, y los pies de goma proporcionan un aislamiento mecánico limitado contra vibraciones transmitidas por el suelo. Se proporciona una cubierta de perspex para cierto aislamiento contra vibraciones transmitidas por el aire. El tocadiscos es de velocidad única – funciona a 33 rpm, y el usuario debe retirar físicamente el plato para reposicionar la correa de transmisión para reproducir discos a 45 rpm.
Los dos cambios principales en el Planar 3 durante su vida fueron, en primer lugar, la inclusión del brazo de tono de mayor calidad Rega RB300 en los años 80, y el cambio a un nuevo motor síncrono de CA en 2007 P3-24. El motor, que había sido ajustado para menor vibración, permitió la eliminación del montaje compliante del motor anterior.

#### Brazos de tono 'RB'
El Planet venía con un brazo de tono R200 fabricado por Acos; y hasta 1983, los Planar 3 venían con una variante del mismo brazo hecha a medida. En 1983, Rega introdujo el brazo de tono RB300 en el tocadiscos Planar 3, cuyo tubo de aluminio fundido de una sola pieza es el núcleo de todos los brazos de Rega. Tiene cojinetes de mayor tolerancia, un contrapeso desacoplado, un ajuste de fuerza de seguimiento tipo resorte de bobina y cables de interconexión de mayor calidad en comparación con el RB250 instalado en el Planar 2. El P3-24, lanzado en 2007, venía con un RB301, que tenía un nuevo mecanismo anti-deslizamiento, cable externo del brazo de tono, un cojinete vertical mejorado y un accesorio de tres puntos al zócalo en lugar de un solo pilar.
Considerados por algunos como clásicos, los brazos de tono de Rega son vistos por muchos revisores como de gran valor en el contexto del precio del tocadiscos. Su alta relación calidad-precio hizo que el RB300 fuera popular para su uso con tocadiscos de otros fabricantes, incluyendo, por ejemplo, el Linn Sondek. Se ganó su lugar como el brazo de tono OEM más utilizado en el mercado.

### Comparación con Planar 2 / P2
El Planar 2 venía con un brazo de tono RB250 en lugar de un RB300 en el Planar 3, y está disponible solo en acabado negro. Los modelos anteriores tenían un plato de vidrio, un marco de madera alrededor del zócalo y un brazo en forma de S; Rega cambió a usar un plato de fibra en el P2, que describe como «HDF mecanizado por CNC que luego se metaliza [sic], dando un plato con buena masa y precisión». Comparado con el Planar 2, el Rega Planar 3 tiene un zócalo más grueso y pesado; el motor de accionamiento está montado en el zócalo usando una suspensión de goma para un mejor aislamiento. El plato de vidrio también es más grueso, al igual que el tapete de fieltro.
En 2003, Lim Juan de The Star especuló que el P2 revisado parecía «mucho menos sustancial que su antecesor» debido a recortes de costos. Mientras que el plato de los tocadiscos Rega más costosos, P3 y P25, seguía siendo de vidrio, los revisores criticaron el plato de fibra del P2 como «no inspirador de mucha confianza». El zócalo, que el sitio web de Rega describió como un núcleo de partículas de baja masa cubierto por laminados fenólicos altamente rígidos, «parece una simple tabla de medite barata», según Lim. El plato de medite con mala tolerancia resultó impopular entre los compradores potenciales, por lo que Rega volvió a los platos de vidrio por un tiempo, hasta que el P2 fue descontinuado en 2005.
Tras la discontinuación del P2, el P3 se convirtió en el tocadiscos de nivel de entrada de Rega hasta que la compañía relanzó el P1 en 2006 (a $350 con brazo y cápsula incluidos) para competir con ofertas de Music Hall y Pro-Ject. A finales de 2006 / principios de 2007, el P2 fue resucitado nuevamente, con un plato diferente – más grueso que antes, con 22 mm, y más pesado. Al dar sus veredictos, los revisores de audio a menudo aconsejaban a los lectores pagar un poco más por el P3 sobre el P2.

### Evolución
El Rega Planar 3 fue actualizado y renombrado como P3 en 2000, y comenzó a estar disponible en una gama de colores brillantes. El P3-24, en nombre del motor síncrono de CA de 24 polos utilizado – igual para los tocadiscos más costosos P5 y P7, fue lanzado en 2007. Una fuente de alimentación separada impulsa el motor de «muy baja vibración» directamente montado en la mesa. El P3-24 puede usarse con una fuente de alimentación externa opcional diseñada para el P7 que proporciona un voltaje estable para impulsar el motor y permite la operación a dos velocidades (33 y 45 rpm) sin requerir un cambio manual de velocidad. El zócalo del P3-24 y modelos más recientes, construido con laminados con una piel de resina fenólica de 0,9 mm en lugar de MDF, es fabricado a medida por un proveedor de gabinetes de cocina escocés.
Al reemplazar el Rega P3-24 con el RP3, Rega realizó mejoras en el cojinete, el brazo y el zócalo. El cofundador y diseñador jefe de Rega, Roy Gandy, se dio cuenta de que el zócalo podía hacerse más ligero si se instalaban refuerzos más gruesos en puntos clave para hacer la estructura más fuerte y rígida. Se descubrió que tras incorporar un refuerzo de 2 mm de grosor en la parte superior e inferior del zócalo, la piel fenólica podía eliminarse. El brazo de tono RB301 instalado en su predecesor fue cambiado por el RB303, que tiene un tubo de aleación fundida ahora cónico que ofrecía mayor rigidez y mejor control de resonancia.
La última generación del Planar 3, lanzada en 2016, es una mejora integral del clásico. Rega informa que solo 2 ensamblajes de piezas permanecen sin cambios respecto al modelo RP3 anterior, la cubierta antipolvo y las bisagras de la cubierta. Las revisiones significativas al zócalo, plato y brazo de tono muestran mejoras netas en ajuste y acabado, así como en rendimiento. El nuevo zócalo es un núcleo de MDF con un acabado de laminado acrílico de alta presión, y refuerzos más gruesos, para una mayor resistencia y estética, reduciendo el nivel de ruido y mejorando la respuesta. El alojamiento del cojinete principal ha sido completamente rediseñado para reducir la presión sobre el cojinete de bolas y el cubo, mientras permite un ensamblaje de mayor tolerancia, logrando un funcionamiento más suave y menor ruido. Un nuevo cubo (subplato) está construido de policarbonato, rediseñado para mejorar el contacto con el plato y reducir la resonancia general del ensamblaje de cojinete principal/cubo/plato. El plato de 12 mm es un nuevo material de vidrio, denominado Optiwhite, notablemente más claro en apariencia y se dice que está mecanizado con mayor tolerancia, lo que mejora la estabilidad rotacional. El antiguo brazo de tono RB303 ha sido reemplazado por una nueva versión RB330 del clásico, con cojinetes de «tolerancia cero» patentados, una carcasa de cojinete vertical más rígida, una carcasa de polarización (anti-deslizamiento) rediseñada, un montaje de tres puntos al zócalo mejorado, un nuevo recubrimiento del tubo del brazo y un nuevo cableado del brazo. El motor síncrono de CA de 24V tiene una nueva placa de circuito de control y una cubierta de carcasa para una mayor consistencia durante el ensamblaje y una mejor fiabilidad, y el interruptor de encendido ha sido reubicado debajo del zócalo para una mejor ergonomía. Los nuevos pies se dice que reducen la transferencia de ruido al tocadiscos, a través de un nuevo diseño de cono hueco, más rígido y ancho, construido con caucho Santoprene. Como siempre, el Planar 3 todavía se produce en la planta de fabricación de Rega en el Reino Unido, ubicada en Southend-on-Sea, Essex, Reino Unido. Sorprendentemente, el Planar 3 de 2016 solo aumentó de precio nominalmente respecto a su predecesor, revelando los beneficios de la mayor capacidad de fabricación y popularidad de Rega.

## Recepción

### Calidad de sonido
Ross en Vinyl Asylum consideró que la presentación sónica general del Rega original era «mucho más refinada que un típico Dual» (refiriéndose al Dual 505) o tocadiscos japoneses de precio similar. Sin embargo, encontró fallos en varios parámetros, como una respuesta transitoria promedio, no suficiente sentido de profundidad, un nivel de ruido más alto de lo esperado y algo de difuminado de notas y detalles musicales – como voces individuales entre un pequeño grupo de cantantes.
A mediados de los años 80, Sam Tellig escribió en Stereophile que el Rega 3 «es un tocadiscos con buen sonido y un buen valor—a precio del Reino Unido ... es un milagro que el Rega suene tan bien como lo hace» en comparación con el aparentemente mejor construido Harman-Kardon T60. Desde el punto de vista de la calidad de sonido, Tellig señaló «un sonido muy dinámico con bajos potentes y contundentes—la mesa transmite la emoción de la música... [pero con] demasiado énfasis en los graves medios a superiores [y] tiende a sonar un poco turbio en los detalles de los graves». Añadió que la inestabilidad de tono del tocadiscos era audible «de vez en cuando, particularmente con instrumentos de viento madera». Szabady, en Stereo Times, también estuvo de acuerdo en que la expresividad musical era la fortaleza del clásico Planar 3; sus debilidades incluían una inconsistencia ocasional en la velocidad y difuminado de transitorios de graves muy modulados.
HiFi Choice dijo en 1984 que el Planar 3 sonaba «agradablemente musical de una manera equilibrada y coherente. La presentación de detalles se consideró muy por encima del promedio»; en 1992 afirmó que el Rega Planar 3 había sido «un líder por mucho tiempo» por debajo de £250. Michael Fremer escribió en diciembre de 1996 que «mientras que el 2 no hacía nada realmente mal, el 3 ofrecía graves algo más profundos y definidos, mejores dinámicas en ambos extremos de la escala, una mejor sensación de 'silencio' y un rendimiento general más suave». Considerado en sus propios términos, el Rega 3 era «silencioso, dinámico, libre de distorsiones de seguimiento evidentes u otros supuestos problemas analógicos, extremadamente bien equilibrado de arriba a abajo, ofrece graves muy profundos y razonablemente definidos».
Brent Burmester dijo en Audioenz en 2005 que, en comparación con el ya descontinuado Rega 2, el Rega 3 es «más tenso, más rápido, solo un poco más silencioso... y mejor en todas las dimensiones en las que el P2 ya es fuerte. Mi única queja fue la ligera vacuidad en los medios-bajos».
Jim Clements escribió en Secrets of Home Theater and High Fidelity en 2012 que el RP3 tiene «varios avances significativos sobre el P3-24 [que] ayudan al RP3 a operar con bajo ruido de fondo y una habilidad innata para la recuperación de detalles. Esta mesa también transmite matices dinámicos por encima del promedio mientras proporciona una base sólida para soportar todo el equilibrio de frecuencias de su cápsula». Wayne Garcia afirmó en The Absolute Sound que «el RP3 es sónicamente superior a su predecesor en todos los sentidos». Stereophile dijo que «mantuvo el sonido rápido y tolerante del P3-24, pero añadió frecuencias bajas más definidas y mejor controladas».

### Popularidad y reconocimientos
El Rega Planar 3 es uno de los tocadiscos más conocidos en la historia de la alta fidelidad. Jim Clements dijo que el Rega 3 en sus diversas encarnaciones «es probablemente una de las líneas de tocadiscos más vendidas en la historia del mundo». Audiogon señala que «el Planar 3 o el actual P3 ha permanecido como una base de la reproducción analógica durante más de 30 años». Techradar señala que «pocos componentes de alta fidelidad han vivido más tiempo o ejercido mayor influencia que el tocadiscos Planar 3 de Rega». Jeff Dorgay dijo que «el P3 no solo es la mesa que puso a Rega en el mapa en Estados Unidos, sino la que le dio a la compañía la mayor identidad de marca».
El P3-24 fue tanto un «Componente Analógico Conjunto» como un «Componente Económico Conjunto» para 2008. En 2012, el RP3 ganó el «Componente de Fuente Analógica del Año» de Stereophile y What Hi-fi? lo votó como Producto del Año en la categoría de Mejor Tocadiscos £500-£750.